# Manchet (munitie)

Een pantserdoorborende vingestabiliseerde granaat met spindelmanchet (APFSDS).

Een manchet is een hulpstuk rond het projectiel van een vuurwapen of kanon om het op zijn plaats te houden in de loop van het wapen en tegelijkertijd de gassen in de loop te blokkeren met een hogere mondingssnelheid tot gevolg.
Het wordt gebruikt als het projectiel een kleiner kaliber heeft dan de loop van het wapen.
De manchet wordt van een licht materiaal als plastic of aluminium en vroeger ook papier-maché en hout gemaakt.
Bij het verlaten van de loop komt het projectiel door de schok van de buitenlucht los van het manchet.
Manchetten worden vaak gebruikt voor het afvuren van staafpenetratoren en granaten met stabilisatievinnen.

## Types

Manchettypes.

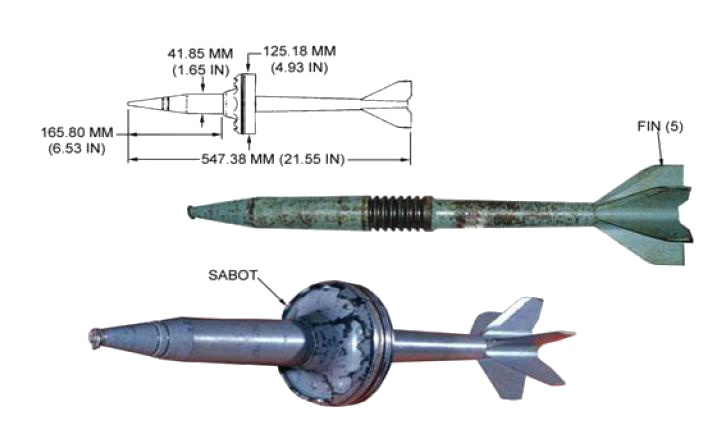
Een APFSDS-granaat met ringmanchet.

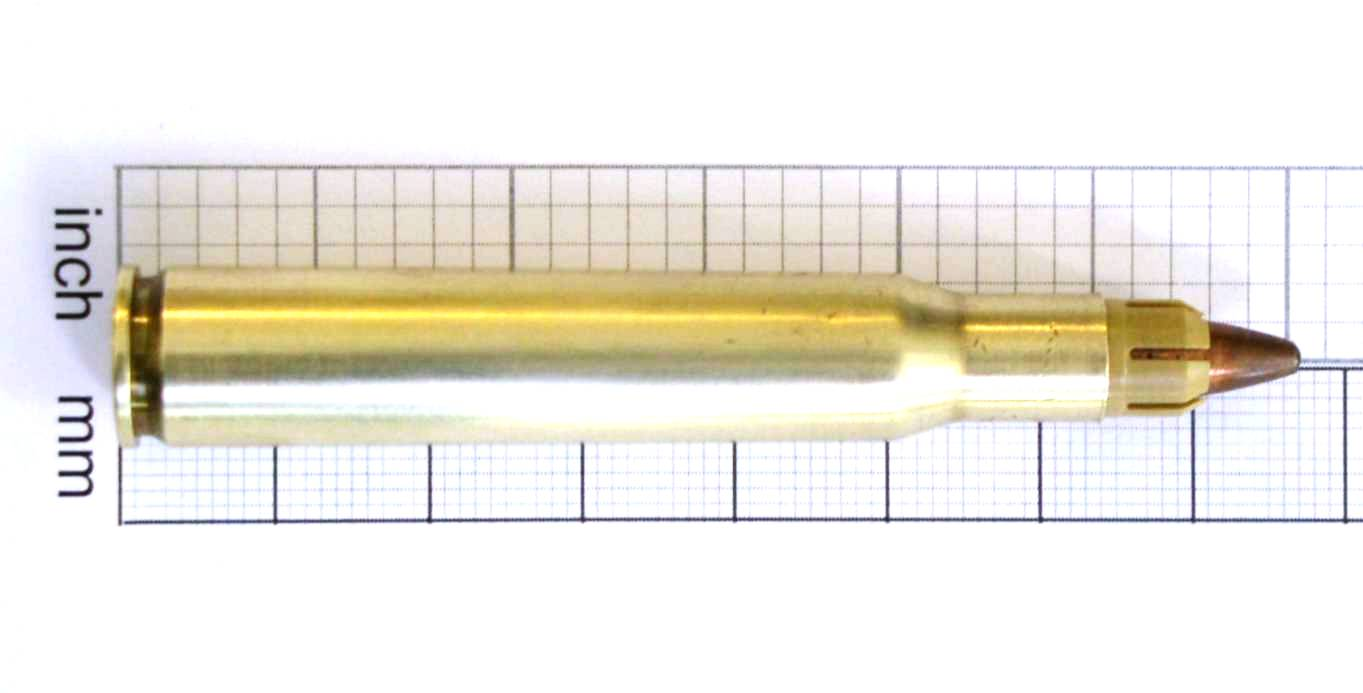
Een geweerpatroon met openend manchet.

1. Omsluit de basis van het projectiel geheel en komt los door de luchtdruk.
2. Omsluit de basis van het projectiel geheel en wordt opengebroken door de rotatie.
3. Bestaat uit verschillende delen rond de basis die uit elkaar vallen.
4. Bestaat uit een meestal tweedelige spindel die loskomen.
5. Bestaat uit een ring die samen met de stabilisatievinnen het projectiel vasthouden in de loop en die bij het verlaten daarvan loskomt.